# Lobras
Lobras ist ein südspanischer Ort und eine Gemeinde (municipio) mit insgesamt nur noch 134 Einwohnern (Stand: 2024) im Südosten der Provinz Granada in der autonomen Region Andalusien.

## Lage und Klima
Der Ort Lobras liegt auf einer Anhöhe an einem Südhang der Alpujarras im Quellgebiet mehrerer Bergbäche (barrancos) gut 92 km (Fahrtstrecke) südöstlich der Provinzhauptstadt Granada in einer Höhe von ca. 920 m; die Mittelmeerküste bei La Rábita ist knapp 42 km in südlicher Richtung entfernt. Das Klima im Winter ist gemäßigt, im Sommer dagegen warm bis heiß; die geringen Niederschlagsmengen (ca. 350 mm/Jahr) fallen – mit Ausnahme der nahezu regenlosen Sommermonate – verteilt übers ganze Jahr.

## Bevölkerungsentwicklung
| Jahr      | 1857 | 1900 | 1950 | 2000 | 2020 |
| Einwohner | 1065 | 758  | 847  | 173  | 133  |

Infolge der Mechanisierung der Landwirtschaft, der Aufgabe bäuerlicher Kleinbetriebe („Höfesterben“) und dem daraus resultierenden  Verlust von Arbeitsplätzen ist die Einwohnerzahl der Gemeinde seit der Mitte des 19. Jahrhunderts deutlich gefallen. Zur Gemeinde gehören auch der Weiler (pedanía) Timar sowie einige verstreut liegende Einzelgehöfte (fincas).

## Wirtschaft
Noch in der frühen Neuzeit lebten die Bewohner des Ortes in hohem Maße als Selbstversorger von den Erträgen ihrer Felder und Hausgärten. Außerdem wurde Viehzucht (v. a. Schafe, Ziegen und Schweine) betrieben; Esel wurden als Tragtiere gehalten. Dieser Zustand änderte sich erst mit dem Ausbau der Infrastruktur im 20. Jahrhundert. Heute dominieren Oliven- und Mandelbaumplantagen. Im Ort selbst haben sich Kleinhändler, Handwerker und Dienstleister aller Art angesiedelt. Seit den 1960er Jahren spielt der innerspanische Tourismus eine immer größer werdende Rolle.

## Geschichte
Prähistorische, römische und westgotische Funde fehlen; die Gründung des Ortes erfolgte höchstwahrscheinlich im 8. Jahrhundert durch Berber aus Nordafrika, auf die auch der Terrassenfeldbau mit seiner ausgeklügelten Bewässerungstechnik zurückgeht. Nach dem Ende des Kalifats von Córdoba (um 1020) übernahmen die Ziriden von Granada die Macht, die sie jedoch wenig später an die berberischen Almoraviden und Almohaden abtreten mussten. Als Teil des Emirats von Granada blieb das Bergland der Alpujarras bis etwa zum Jahr 1490 islamisch; auch danach gab es immer wieder Aufstände gegen die Rückeroberungsbestrebungen (reconquista) der Christen. Mit dem Alhambra-Edikt (1492) der Katholischen Könige begann die Vertreibung der Juden in Spanien; nach den Moriskenaufständen der Jahre 1499 bis 1501 und 1568 bis 1571 wurden die letzten Muslime zu Beginn des 17. Jahrhunderts ebenfalls ausgewiesen.

## Sehenswürdigkeiten
Lobras

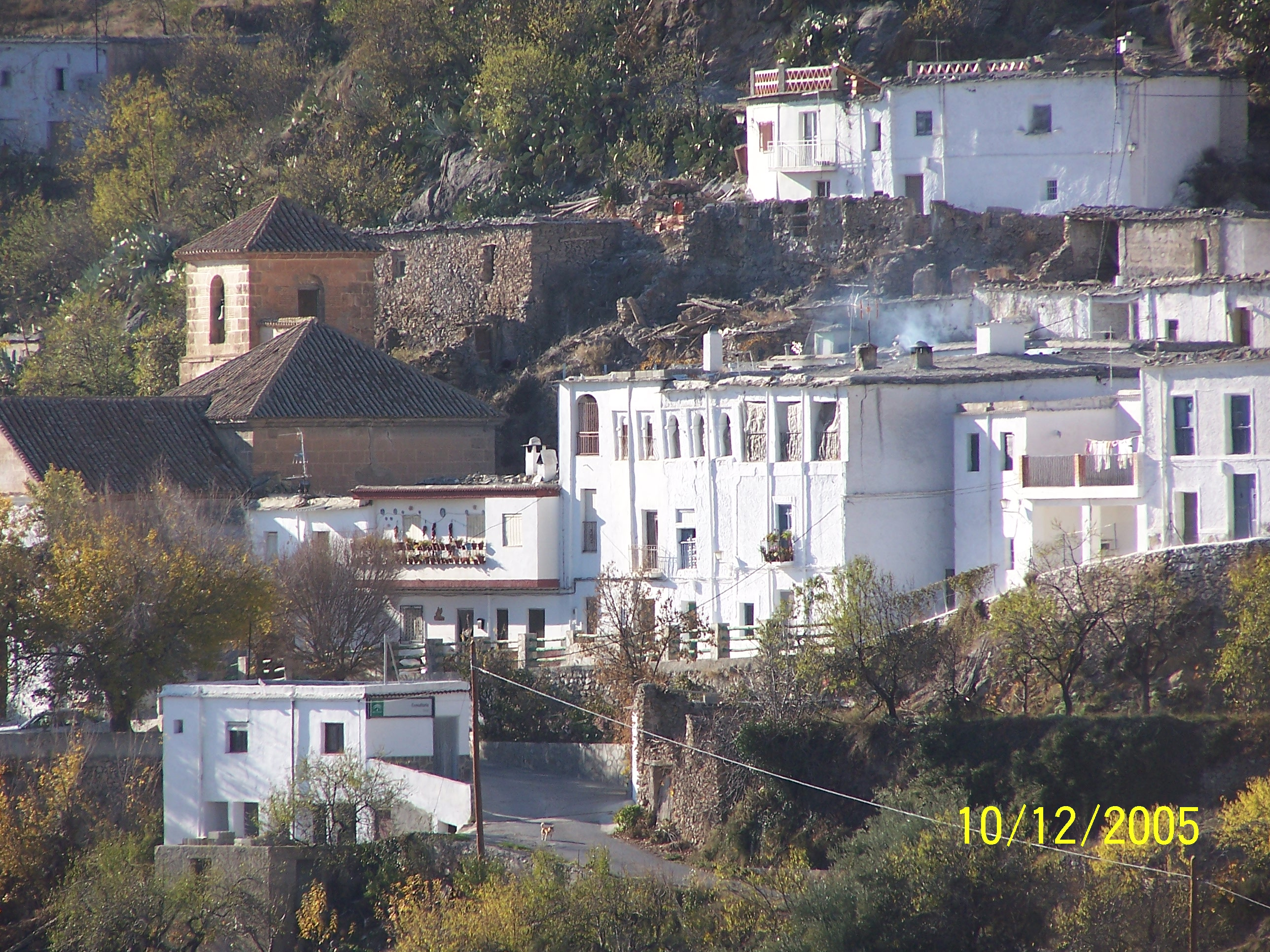
Weiler Timar

- Die zumeist aus Bruchsteinen gebauten Häuser des Ortes sind verputzt und weiß getüncht. Wegen der geringen Niederschläge haben nahezu alle Häuser Flachdächer.
- Die Iglesia de San Agustín entstand nach dem Jahr 1560 im Mudéjar-Stil. Der Glockenturm (campanario) flankiert den Chorbereich der im Inneren weitgehend schmucklosen Kirche.[4]

Timar
- Der seit Jahrhunderten weitgehend unverändert gebliebene Weiler ist als Sitio Histórico de la Alpujarra eingestuft; auch hier haben in Berbertradition nahezu alle Häuser Flachdächer.
- Einige der engen Gassen des Ortes sind in Berbermanier (vgl. Icht, Marokko) teilweise überbaut (tinaos).